# Rogues Gallery
Rogues Gallery è il dodicesimo album in studio del gruppo rock inglese Slade, pubblicato nel 1985.

## Tracce
- Side 1

1. Hey Ho Wish You Well – 5:18
2. Little Sheila – 3:56
3. Harmony – 3:43
4. Myzsterious Mizster Jones – 3:35
5. Walking on Water, Running on Alcohol – 4:57

- Side 2

1. 7 Year Bitch – 4:15
2. I'll Be There – 4:31
3. I Win, You Lose – 3:31
4. Time to Rock – 4:08
5. All Join Hands – 5:31

## Formazione
- Noddy Holder - voce, cori
- Dave Hill - chitarra, cori
- Jim Lea - basso, chitarra, tastiere, violino, cori
- Don Powell - batteria